# Carolyn Jones-Young
Carolyn Jones-Young, née le 29 juillet 1969 à Bay Springs, dans l'État du Mississippi, est une ancienne joueuse américaine de basket-ball. Elle évoluait au poste d'arrière.

## Palmarès
- Troisième des Jeux olympiques 1992
- Championne du monde 1990